# Polytoca wallichiana
Polytoca wallichiana är en gräsart som först beskrevs av Ernst Gottlieb von Steudel, och fick sitt nu gällande namn av George Bentham. Polytoca wallichiana ingår i släktet Polytoca och familjen gräs. Inga underarter finns listade i Catalogue of Life.